# 札幌郊外電気軌道キハ1形気動車
札幌郊外電気軌道キハ1形気動車（さっぽろこうがいでんききどうキハ1がたきどうしゃ）は、札幌郊外電気軌道が1931年（昭和6年）に導入したガソリンカー（気動車）である。札幌郊外電気軌道の運行休止後はエンジン換装の上で北見鉄道に売却されて、ここでガソリンの使用統制によりガソリンエンジンを降ろされて客車のハ1となった。さらに北見鉄道の廃止により小名浜臨港鉄道に移り、ハフ1として1952年（昭和27年）まで使用された。

## 背景
札幌郊外電気軌道はもともと、札幌温泉への観光客輸送を目的として札幌温泉電気軌道として設立され、1929年（昭和4年）に開通してデ1形電車を2両導入して運行を行っていた。しかし変電所が1930年（昭和5年）に火災を起こして焼失し、応急的に札幌市電から電気の供給を受けて運行を続けたものの、電気代未払いでこれもできなくなった。そこで、ガソリンカーを導入して運行を再開することとした。このために導入されたのがこのキハ1である。

## 車体
全長7,050 mmの半鋼製車体で、正面はフラットな2枚窓、側面は客用扉が1つと、その左側に1枚、右側に5枚の窓を備えていた。扉の位置は両側面で点対称になっており、どちらも外側から見て左側にある。屋根はシングルルーフで、半ガーランド型ベンチレーターを4つ備えていた。前灯は腰部に1個備えており、北見鉄道譲渡時に幕板部に変更された。
室内はすべてロングシートで、扉の脇から反対側の妻までつながった構造になっていた。運転室はこのため妻面の半分である。定員は34名うち座席18名であった。北見鉄道に譲渡時に定員は32名うち座席14名に変更されている。
併用軌道であるため、前後には救助網を備えていた。またステップを扉の下に取り付けて当局に設計認可の図面を提出したが、それでも路面からの高さが大きく乗降に不適当と指摘され、さらに低い位置に踏み込みを取り付け、戸袋まで含めて裾下がりに車体形状を修正した図面を当局に提出しなおして認可を取得した。しかし実際にはこのような改造はされておらず、当初提出の図面のままの構造で、図面上だけ変更して当局をごまかしたものと考えられている。この下部のステップは北見鉄道に譲渡時に取り外された。

## 主要機器
機関はフォードAA型を搭載していた。これは北見鉄道譲渡時にフォードV8型に換装された。ブレーキは手ブレーキのみであった。札幌郊外電気軌道には急勾配区間があるため、エンジンの出力不足とブレーキを2種類装備する必要性が当局から指摘されており、暫定的に平坦な区間のみでの運用許可を得ていたが、実際にはこれを無視して全区間で走行していた。

## 歴史
この車両は書類上1931年8月製造とされているが、実際には1930年（昭和5年）半ばには既に汽車製造で造られてストックされていたものと見られている。設計認可の書類を当局に提出する関係上、つじつまを合わせた製造日にされていると考えられる。1931年4月14日に申請書類を提出しているが、実際にはこれ以前に既に運行を開始していたと見られている。1931年8月21日にガソリン動力併用許可を正式に得て、書類上8月25日に輸送を開始したことにされている。また、起点の南一条から南九条までの平坦区間に限っての許可であったが、これを無視して全区間で走行していた。条件として、変電所を早期に復旧して電車の運行を再開するか、エンジン出力の十分な車両に更新することを要求されていたが、まったく無視されて運行休止までこの車両1両のみで運行を続けた。冬季には馬そりに代行されて運行休止するなどしていたが、もともと1両のみで予備車がなかったこともあり、それ以外の時期でも無断で運休することが少なくなかった。1933年（昭和8年）12月以降は運行されなくなり、軌道自体が特許取消処分を1937年（昭和12年）3月8日に受けた。
車両は、軌道の社長の奥村競が経営していた、汽車製造の代理店と称する奥村商会の所有のままで、貸付の形で運行されていた。このために明らかに相場より異常に高い代価が設定されており、軌道会社は高額な使用料を奥村商会に対して支払っていた（これは、奥村が軌道会社から使用料を吸い上げて私腹を肥やすための策略ともいわれる）。
運行休止後、奥村商会の手でフォードV8型エンジンへ換装され、1937年6月25日設計認可、7月16日竣工届出という形で北見鉄道へ移動している。北見鉄道では、この車両により運行回数を増加させて増収となったと報告している。しかしまもなくガソリン消費統制が始まり、ガソリンエンジンを下ろされて客車のハ1となった。ハ1に改造される以前に既に客車としての運用実態が多かったものとされている。
1939年（昭和14年）8月25日に北見鉄道が廃止されると、小名浜臨港鉄道に移動した。小名浜臨港鉄道ではハフ1として使用されたが、1952年3月に廃車となった。しかしその後もしばらくの間は運行されていた。廃車後しばらくの間は小名浜駅構内で車体が倉庫として使用されていた。